# شهرستان اولیوتورسکی
شهرستان اولیوتورسکی (به لاتین: Olyutorsky District) یک شهرستان در روسیه است که در ناحیه خودگردان کوریاک واقع شده‌است.